# Белгоспищепром

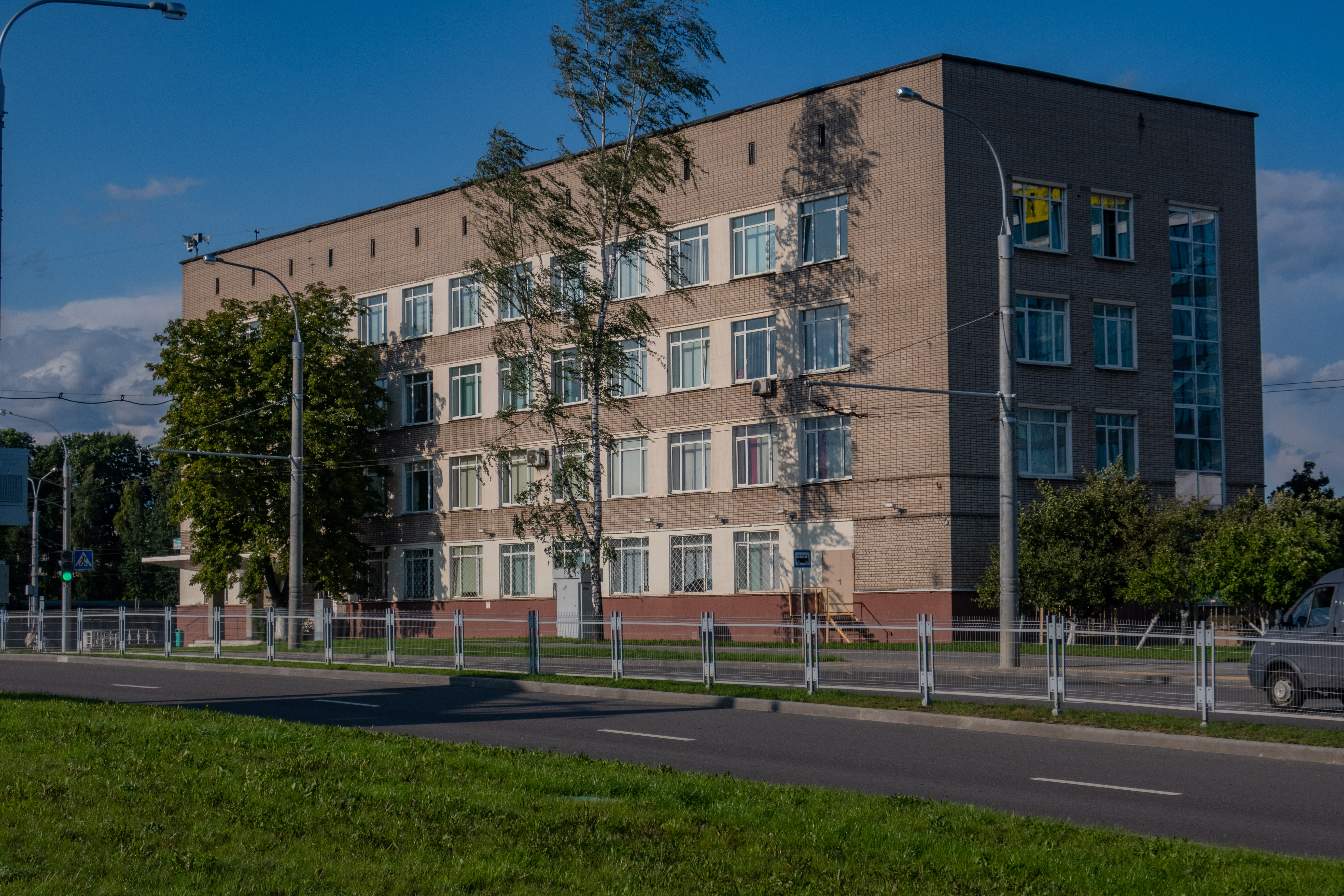
Центральный офис концерна в Минске

Белорусский государственный концерн пищевой промышленности «Белгоспищепром» — основной производитель пищевой продукции в Республике Беларусь, проводящий единую экономическую, техническую и технологическую политику в пищевой промышленности страны.
Подчиняется напрямую Совету Министров Республики Беларусь.

## История
2000 год — Постановление Совета Министров Республики Беларусь.

## Состав
В состав концерна входит 46 организаций (2 унитарных предприятия и 44 акционерных общества).

### Предприятия по отраслям
Сахарная:
- ОАО «Городейский сахарный комбинат»[4]
- ОАО «Жабинковский сахарный завод»[5]
- ОАО «Скидельский сахарный комбинат»
- ОАО «Слуцкий сахарорафинадный комбинат»

Консервная
- ОАО «Гамма вкуса»
- ОАО «Малоритский консервно-овощесушильный комбинат»

Алкогольная:
- ОАО «Гродненский ликеро-водочный завод»
- ОАО «Брестский ликеро-водочный завод „Белалко“»
- ОАО «Гомельский ликеро-водочный завод „Радамир“»
- ОАО «Минск Кристалл» — Управляющая компания холдинга «Минск Кристалл Групп»
- ОАО «Витебский ликеро-водочный завод „Придвинье“»
- ОАО «Климовичский ликёро-водочный завод»
- ОАО "Пищевой комбинат «Веселово»
- ОАО «Минский завод игристых вин»
- ОАО «Мозырский спиртоводочный завод»

Кондитерская:
- СОАО «Коммунарка»
- ОАО «Красный Мозырянин»
- ОАО «Красный пищевик»
- ОАО «Кондитерская фабрика „Слодыч“»
- СП ОАО «Спартак»

Пищеконцентратная
- ОАО «Лидские пищевые концентраты»

Масложировая:
- ОАО «Минский маргариновый завод»
- ОАО «Бобруйский завод растительных масел»
- ОАО «Витебский маслоэкстракционный завод»
- ОАО «Гомельский жировой комбинат»

Табачная
- ОАО «Гродненская табачная фабрика „Неман“»

Пивоваренная
- ОАО «Криница»
- ОАО «Белсолод»

Другие
- ОАО «Белкофе»
- ОАО «Дрожжевой комбинат»
- ОАО «Машпищепрод»
- ОАО «Мозырьсоль»
- ОАО «Оргпищепром»
- СООО «Интерферм»

## Администрация
- Председатель концерна — Жидков Олег Николаевич
- Первый заместитель председателя концерна — Шедко Татьяна Павловна
- Заместитель председателя концерна — Уласевич Анатолий Васильевич
- Заместитель председателя концерна — Яковчиц Александр Владимирович